# Mauritânia Cesariense
Mauritânia Cesariense era uma província do Império Romano localizada no noroeste do norte da África, onde hoje está a Argélia. Sua capital era Cesareia (e daí o nome Cesariense), a moderna Cherchell.

## História
No século I a.C., o imperador romano Cláudio dividiu a província romana mais ocidental na África, chamada apenas de Mauritânia ("terra dos mauros", que também é a origem do nome "mouros") em Mauritânia Tingitana e Mauritânia Cesariense. 
Na época de Diocleciano (r. 284-305) e de Constantino (r. 306-337), a Cesariense foi colocada sob a jurisdição da recém-criada Diocese da África, parte da Prefeitura pretoriana da Itália e África, enquanto que a Tingitana, por motivos logísticos, tornou-se um posto avançado da Diocese da Hispânia, parte da Prefeitura das Gálias. Cesareia era um grande centro do judaísmo antes de 330 enquanto Sítifis (moderna Sétif) era um dos centros do culto militar de Mitras. O cristianismo se espalhou pela região durante os séculos IV e V.
Quando Diocleciano criou a Tetrarquia, a parte mais oriental da província foi destacada para formar uma outra menor chamada Mauritânia Sitifense (no território do moderno estado de Marrocos), com capital na cidade interiorana de Sítifis e com um importante porto em Saldas (moderna Bugia).
Na classe dominante, o cristianismo trinitário foi substituído pelo arianismo com a chegada do povo germânico dos vândalos, que conquistou a região e estabeleceu o Reino Vândalo em 430 depois de cruzar o estreito de Gibraltar. Eles foram, por sua vez, conquistados pelos exércitos bizantinos por volta de 533, mas a maior parte da Mauritânia Cesariense permaneceu sob o controle de governantes mouros locais, como Mastigas, e a não foi até as décadas de 560 e 570 que o controle bizantino se estabeleceu sobre a região interior. 
O imperador Maurício, em algum momento entre 585 e 590, criou o Exarcado de Cartago e, na nova configuração, a Mauritânia Cesariense e a Mauritânia Sitifense foram novamente fundidas para formar a nova Mauritânia Prima.

## Economia e legado
Os principais produtos exportados da Mauritânia Cesariense eram os corantes púrpuras e madeiras raras. Além disso, os amazigues (berberes) e os mauros (mauri) eram muito estimados pelos romanos como soldados ou como parte da cavalaria ligeira. Nasceram na região também o imperador Macrino e um dos melhores generais de Trajano, Lúsio Quieto.

## Sés episcopais
As sés episcopais da província que aparecem no Anuário Pontifício como sés titulares são:
- Ala Miliária (Beniane)
- Álbulas (Aim Temuchente)
- Altava (Ulede Mimum, Hajar-Er-Rum)
- Amaura (Amurá)
- Ambia (perto de Hamã-Bu-Hanifia)
- Águas na Mauritânia (Distrito de Hammam Righa)
- Águas Sirenses (Aquae Sirenses; ruínas em Hammam-Bou-Hanifia)
- Arena (Bou-Saada?)
- Arsenária (Bou-Râs?)
- Áuzia (Aumale, Sour-Khazlam)
- Bacanária
- Baliana (L'Hillil?)
- Bapara (perto do promontório de Ksila?)
- Benepota
- Bida (ruínas de Djemâa-Sahridj?)
- Cesareia na Mauritânia (Cherchell)
- Caltádria
- Capute Cila (ruínas de El-Gouéa?)
- Cartenas
- Castelo Ripas (Castellum Ripae; ruínas de Hadjar-Ouaghef?)
- Castelo Tatroporto (Castellum Tatroportus)
- Castelo dos Tingícios (Al Asnam)
- Castelo Jabar (Castellum Iabar)
- Castelo dos Medos (Castellum Medianum)
- Castelo Menor (Castellum Minus; Coléa, perto de Argel)
- Castro Novo
- Castra Severiana (Lalla Marnia? Chanzy, Sidi-Ali-Ben-Joub?)
- Castro Cátabo (Catabum Castra; Saint-Aimé, Djidioua?)
- Catro (Catrum)
- Cátula (Oued Damous?)
- Cenas (Cenae; Ilhas Kenais)
- Cisse (Djinet)
- Columnata
- Corniculana
- Elefantária na Mauritânia (ruínas em Harrach)
- Falaba (Djelfa?)
- Fidoloma
- Flenucleta
- Floriana (Letourneux, Derrag?)
- Flumenzer (Bou Medfa)
- Fronta
- Monte Giru (Giru Mons; ruínas de Yerroum?)
- Gracianópolis
- Gunugo (Gunugus; Sidi-Brahim)
- Gipsaria (Gypsaria; Honeïn)
- Ida na Mauritânia
- Igilgilos (no vale de Bou-Sellam?)
- Jômnio (Iomnium; Tzigiri)
- Junca na Mauritânia
- Castelo Laros (Lari Castellum; Imilaën)
- Lamdia (Médéa)
- Maiuca
- Maliana
- Manacenser (Manaccenser; na região de Cherchell)
- Maturba
- Maura (Douelt-Zerga?)
- Mauriana
- Máxita (na região de Al-Asnam?)
- Média
- Mina (ruínas perto de Rezilane)
- Nabala
- Nasbinca
- Serta
- Tamada (ruínas em Souagui)
- Vanariona (ruínas de Ksar-Tyr)